# 卡普西尔
卡普西尔（法语，法語發音：[kapsiʁ]，加泰隆尼亞語發音：[kəpˈsi]）是法国东比利牛斯省的一个传统地区，也是北加泰罗尼亚的一个历史县份，首府福尔米盖尔。卡普西尔位于高原上，平均海拔1500米，领土与上奥德河谷相当。